# Marie Keratsa de Bulgarie
Ne doit pas être confondu avec Marie de Bulgarie.
Marie-Keratsa de Bulgarie (bulgare : Кераца-Мария; 1348-2010) était une princesse bulgare durant la période du Second Empire bulgare. Elle devint impératrice de l'Empire Romain d'Orient à la suite de son mariage avec Andronic IV Paléologue. Elle était la fille du Tsar Ivan Alexandre de Bulgarie et de sa seconde épouse, une juive convertie, Théodora.

## Biographie
En 1355, après des années de lutte, une tentative de rapprochement est entamée entre la Bulgarie et l'Empire byzantin. Pour cimenter l'alliance entre les deux puissances, Ivan Alexander de la Bulgarie offre la main de la fille de sa femme, Marie Keratsa, au futur empereur Andronic IV Paléologue. Les fiançailles ont lieu le 17 août 1355. Dans le document officiel de mariage délivré par le patriarcat, cette union est indiquée comme "bénéfique pour les Chrétiens, à savoir les Byzantins et les Bulgares, et qu'elle aura des conséquences néfastes pour les infidèles (les Turcs)".
En 1369, Jean V nomme son fils Andronic coempereur. Engagé dans une lutte contre les Ottomans qu'il sait perdue d'avance, il s'entend avec le sultan Mourad Ier pour devenir son vassal et lui payer un tribut. Excédé par la politique passive de son père, Andronic s’allie au fils de Mourad, Saudži Čelebi, dans une révolte commune contre leurs pères respectifs, mais celle-ci est un échec.  Keratsa, Andronic et leur fils sont emprisonnés pendant trois ans, jusqu'à ce qu'ils soient libérés par les Génois. Le 12 août 1376, Andronic IV destitue son père avec l'aide des Génois et monte sur le trône. Keratsa devient alors impératrice consort. Le nouveau couple impérial garde le contrôle de Constantinople jusqu'au 1er juillet 1379. Cette année-là les Turcs attaquent Constantinople et remettent Jean V sur le trône, contre la promesse de se voir livrer Philadelphie. En 1382, Andronic IV est déclaré co-empereur, à la suite d'un accord avec son père, mais le conflit entre père et fils dure jusqu'à la mort de ce dernier en 1385.
Keratsa passe la dernière partie de sa vie comme nonne sous le nom de Mathissa. Elle meurt en 1390.

## Enfants
Keratsa et Andronic IV Paléologue eurent trois enfants, un fils et deux filles. Leur fils devient empereur sous le nom de Jean VII Paléologue, ne régnant que cinq mois en 1390.

## Source de la traduction
- (en) Cet article est partiellement ou en totalité issu de l’article de Wikipédia en anglais intitulé « Keratsa of Bulgaria » (voir la liste des auteurs).